# Philipp Horn
Philipp Horn (Arnstadt, 8 novembre 1994) è un biatleta tedesco.

## Biografia
In Coppa del Mondo ha esordito il 2 dicembre 2018 a Pokljuka (7º in staffetta mista) e ha ottenuto il primo podio il 15 dicembre 2019 a Hochfilzen (2º in staffetta); ai Mondiali di Anterselva 2020, sua prima presenza iridata, ha vinto la medaglia di bronzo nella staffetta e si è classificato 8º nella sprint, 18º nell'inseguimento, 24º nella partenza in linea e 21º nell'individuale, a quelli di Nové Město na Moravě 2024 si è piazzato 25º nella sprint, 17º nell'inseguimento e 43º nell'individuale e a quelli di Lenzerheide 2025 ha vinto la medaglia di bronzo nella staffetta ed è stato 44º nella sprint, 17º nell'inseguimento, 7º nell'individuale e 13º nella partenza in linea. Non ha preso parte a rassegne olimpiche.

## Palmarès

### Mondiali
- 2 medaglie:
  - 2 bronzi (staffetta[1] ad Anterselva 2020; staffetta a Lenzerheide 2025)

### Europei
- 2 medaglie:
  - 1 argento (staffetta mista a Minsk 2019)
  - 1 bronzo (individuale a Val Ridanna 2018)

### Mondiali juniores
- 1 medaglia:
  - 1 argento (staffetta a Obertilliach 2013)

### Coppa del Mondo
- Miglior piazzamento in classifica generale: 18ª nel 2020
- 6 podi (a squadre), oltre a quello conquistato in sede iridata e valido anche ai fini della Coppa del Mondo:
  - 2 secondi posti
  - 4 terzi posti